# Gryzelda Batorówna
Gryzelda (Krystyna) z Batorych Zamoyska (ur. 1569, zm. 14 marca 1590 w Zamościu) – córka Krzysztofa Batorego i Elżbiety Bocskai, bratanica króla Polski Stefana Batorego. 
Od urodzenia wychowywana przez matkę w duchu religii protestanckiej. Otrzymała staranne wykształcenie. 12 czerwca 1583 pojął ją za żonę kanclerz wielki koronny Jan Zamoyski. Małżeństwo Gryzeldy przyczyniło się do wzrostu wpływu rodu Batorych w Polsce. Bratanica króla zmarła w Zamościu po urodzeniu drugiego dziecka.

## Życiorys

### Dzieciństwo
Gryzelda była trzecim z kolei dzieckiem magnata węgierskiego Krzysztofa Batorego, a zarazem drugim dzieckiem z jego drugiego małżeństwa z Elżbietą Bocskai. Miała dwóch starszych braci: przyrodniego Baltazara i rodzonego Mikołaja. Została ochrzczona pod imieniem Krystyny nadanym jej na cześć babki ze strony matki, Krystyny Sulyok. W 1572 urodził się najmłodszy z braci Batorówny – Zygmunt Batory, późniejszy książę siedmiogrodzki. Od dzieciństwa Krystynę fascynowała jazda konno. Specjalnie dla niej sprowadzono z Turcji kucyka, dzięki któremu nauczyła się powozić z wielką wprawą. Batorówna była również dobrze wykształcona. Wynajęto dla niej nauczycieli, od których pobierała lekcje literatury i łaciny. Wychowywana była przez matkę w religii ewangelickiej, której nie wyrzekła się aż do śmierci.

### Małżeństwo
W 1576 stryj Krystyny, Stefan Batory, został koronowany na króla Polski. Pod koniec 1580 Batory zaplanował małżeństwo bratanicy z owdowiałym kanclerzem wielkim koronnym Janem Zamoyskim. Małżeństwo miało wzmocnić wpływy rodu Batorych w Polsce. Z powodu młodego wieku Batorówny zaręczyny zostały odłożone do 1582. Król zaplanował przejście bratanicy na katolicyzm, czemu Krystyna stanowczo się sprzeciwiała. Po śmierci jej matki w 1581 jezuici z Kolozsváru przez półtora roku bezskutecznie próbowali ją nawrócić. 
Wkrótce przed ślubem z Zamoyskim Krystyna zmieniła imię na Gryzelda. Przypuszcza się, że do zmiany imienia doszło z inicjatywy Giorgia Blandraty, medyka w służbie królowej węgierskiej Izabeli Jagiellonki. Pod imieniem Gryzeldy bratanica królewska została odnotowana po raz pierwszy w źródłach w kwietniu 1583. Ślub Batorówny z Zamoyskim odbył się 12 czerwca 1583 w katedrze na Wawelu. Uroczystości weselne trwały dziesięć dni. Gryzelda przybyła na Wawel z orszakiem tysiąca stu osób, wśród których znajdowało się sześciuset żołnierzy pilnujących posagu panny młodej. Zaślubiny i huczne wesele Zamoyskich zostało dokładnie opisane przez przebywającego wówczas na dworze królewskim heraldyka Bartosza Paprockiego.
Jako żona Zamoyskiego Gryzelda utrzymywała bogatą korespondencję z możnowładcą siedmiogrodzkim Jánosem Gálffym i swym bratem stryjecznym, biskupem warmińskim Andrzejem Batorym.

### Śmierć
Po kilku latach małżeństwa w sierpniu 1589 po siedmiomiesięcznej ciąży Gryzelda urodziła martwą dziewczynkę. Wkrótce zaszła w ciążę po raz drugi i w marcu 1590 na świat przyszła kolejna córka. Dziewczynka urodziła się przedwcześnie, jednak była zdrowa i wiązano z nią duże nadzieje. Nazajutrz po urodzeniu dziecka, Gryzelda zachorowała na ospę, która okazała się dla niej śmiertelna. Zmarła 14 marca 1590. Nowo narodzona córka Zamoyskich umarła dwa tygodnie później. 
Pogrzeb Gryzeldy odbył się w czerwcu. Po śmierci siostry Zygmunt Batory zażądał od Zamoyskiego zwrotu posagu Gryzeldy, który wynosił dziewięćdziesiąt forintów w złocie.

## Genealogia
| Stefan Batory ur. 1477 zm. 1534, po 17 III | Stefan Batory ur. 1477 zm. 1534, po 17 III |                                         |                                         | Katarzyna Telegdi ur. 1492 zm. 1547 | Katarzyna Telegdi ur. 1492 zm. 1547 |  |  | Jerzy Bocskai zm. 1571 | Jerzy Bocskai zm. 1571 |                                              |                                              | Krystyna Sulyok | Krystyna Sulyok |
|                                            |                                            |                                         |                                         |                                     |                                     |  |  |                        |                        |                                              |                                              |                 |                 |
|                                            |                                            |                                         |                                         |                                     |                                     |  |  |                        |                        |                                              |                                              |                 |                 |
|                                            |                                            | Krzysztof Batory ur. 1530 zm. 27 V 1581 | Krzysztof Batory ur. 1530 zm. 27 V 1581 |                                     |                                     |  |  |                        |                        | Elżbieta Bocskai ur. ok. 1550 zm. 15 II 1581 | Elżbieta Bocskai ur. ok. 1550 zm. 15 II 1581 |                 |                 |
|                                            |                                            |                                         |                                         |                                     |                                     |  |  |                        |                        |                                              |                                              |                 |                 |
|                                            |                                            |                                         |                                         |                                     |                                     |  |  |                        |                        |                                              |                                              |                 |                 |
|                                            |                                            |                                         |                                         |                                     |                                     |  |  |                        |                        |                                              |                                              |                 |                 |

|                                         |                                         | Jan Zamoyski ur. 19 III 1542 zm. 3 VI 1605 OO 12 VI 1583 | Jan Zamoyski ur. 19 III 1542 zm. 3 VI 1605 OO 12 VI 1583 | Gryzelda Batorówna ur. 1569 zm. 14 III 1590 | Gryzelda Batorówna ur. 1569 zm. 14 III 1590 |  |  |  |  |
|                                         |                                         |                                                          |                                                          |                                             |                                             |  |  |  |  |
|                                         |                                         |                                                          |                                                          |                                             |                                             |  |  |  |  |
|                                         |                                         |                                                          |                                                          |                                             |                                             |  |  |  |  |
| NN Zamoyska ur. VIII 1589 zm. VIII 1589 | NN Zamoyska ur. VIII 1589 zm. VIII 1589 | NN Zamoyska ur. III 1590 zm. III 1590                    | NN Zamoyska ur. III 1590 zm. III 1590                    |                                             |                                             |  |  |  |  |